# Buddhizmus Dél-Ázsiában

Dél-Ázsia országai

A dél-ázsiai buddhizmus a következő országok buddhista kultúrájára vonatkozik: Afganisztán, Banglades, Bhután, India, Maldív-szigetek, Nepál, Pakisztán és Srí Lanka. Ezek közül történelmileg és kulturálisan is jelentős vallás volt a buddhizmus Afganisztánban, Bhutánban, Indiában, Nepálban és Srí Lankán. Bhutánban a teljes lakosság több mint 75%-a vallja magát buddhistának. Srí Lankán ez 70%, viszont itt a buddhizmus az ország nem hivatalos államvallása. Nepálban a legjelentősebb kisebbségi vallás a buddhizmus, ahol a becslések szerint a lakosság mintegy 11%-a tekinthető buddhistának.). Indiában a lakosság kevesebb mint 1%-a buddhista, ám ez a szám az elmúlt években növekedésnek indult, ugyanis egyre több hindu dalit tér át a buddhizmusra. Bangladesben a théraváda buddhisták a lakosság 0,7%-át alkotják.
Az indus-völgyi civilizáció népei jelentős területet foglaltak el az i. e. 3000 és 1800 között. Nem áll rendelkezésre túl sok adat a vallási elképzeléseikről és gyakorlataikról. Ennek a civilizációnak a helyét vették át az indo-árja törzsek, akik Pandzsáb környékén keltek át a Himalája magas hágóin i. e. 1800 és i. e. 1500 között. A vallásuk az indo-európai védikus vallás és brahmanizmus volt. Az indus-völgyiek békés földművelését az állattartás követte, a politikai és harcászati hatalom megszilárdítása után kialakult a klasszikus hinduizmus. A történelmi Buddha idejére már csak a brahmin kasztból kerülhettek ki hindu papok. A buddhizmus ebből a kulturális környezetből fejlődött ki.

## India

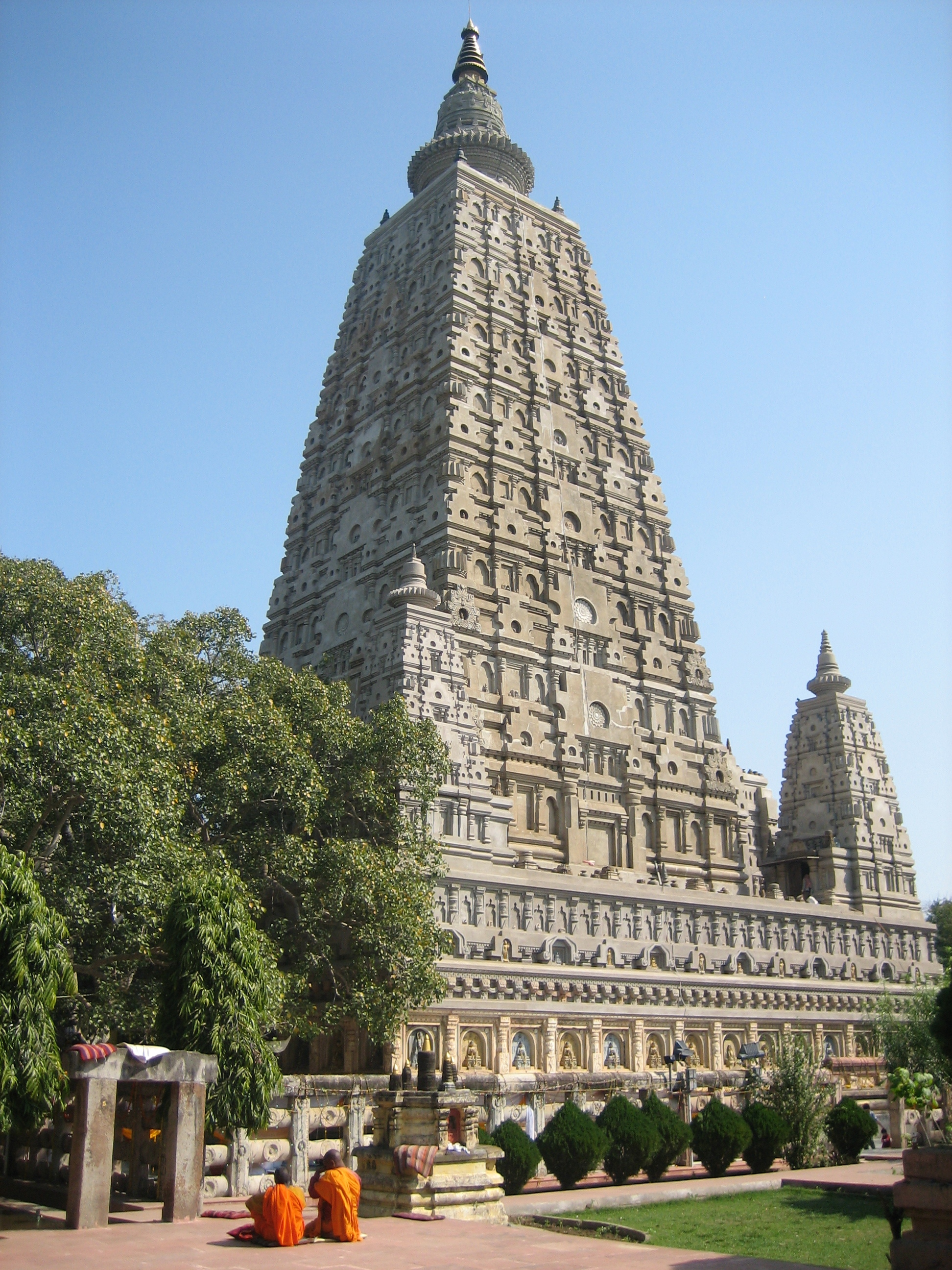
A Mahábódhi templom a történelmi Buddhával kapcsolatos négy szent hely egyike, UNESCO világörökségi helyszín.

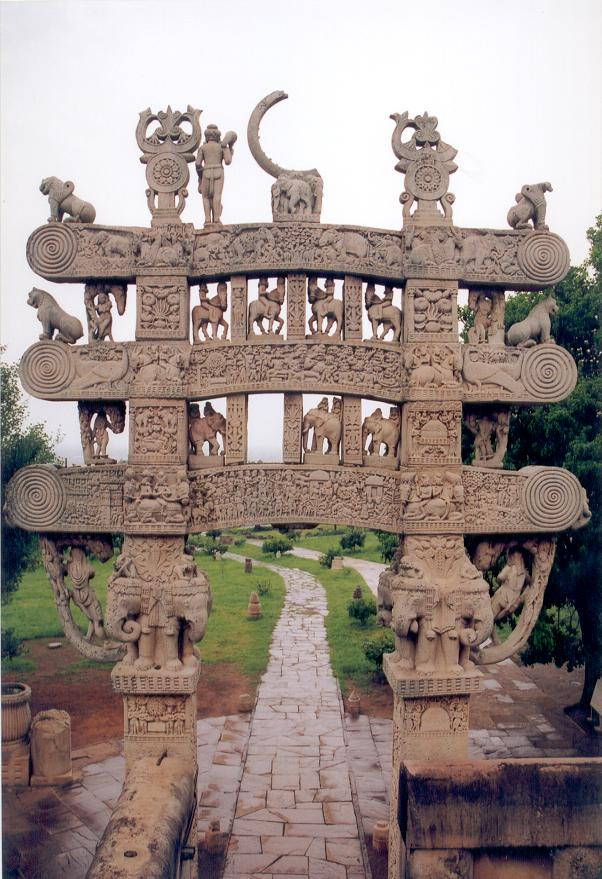
A nagy Száncsi-sztúpa északi bejárata.

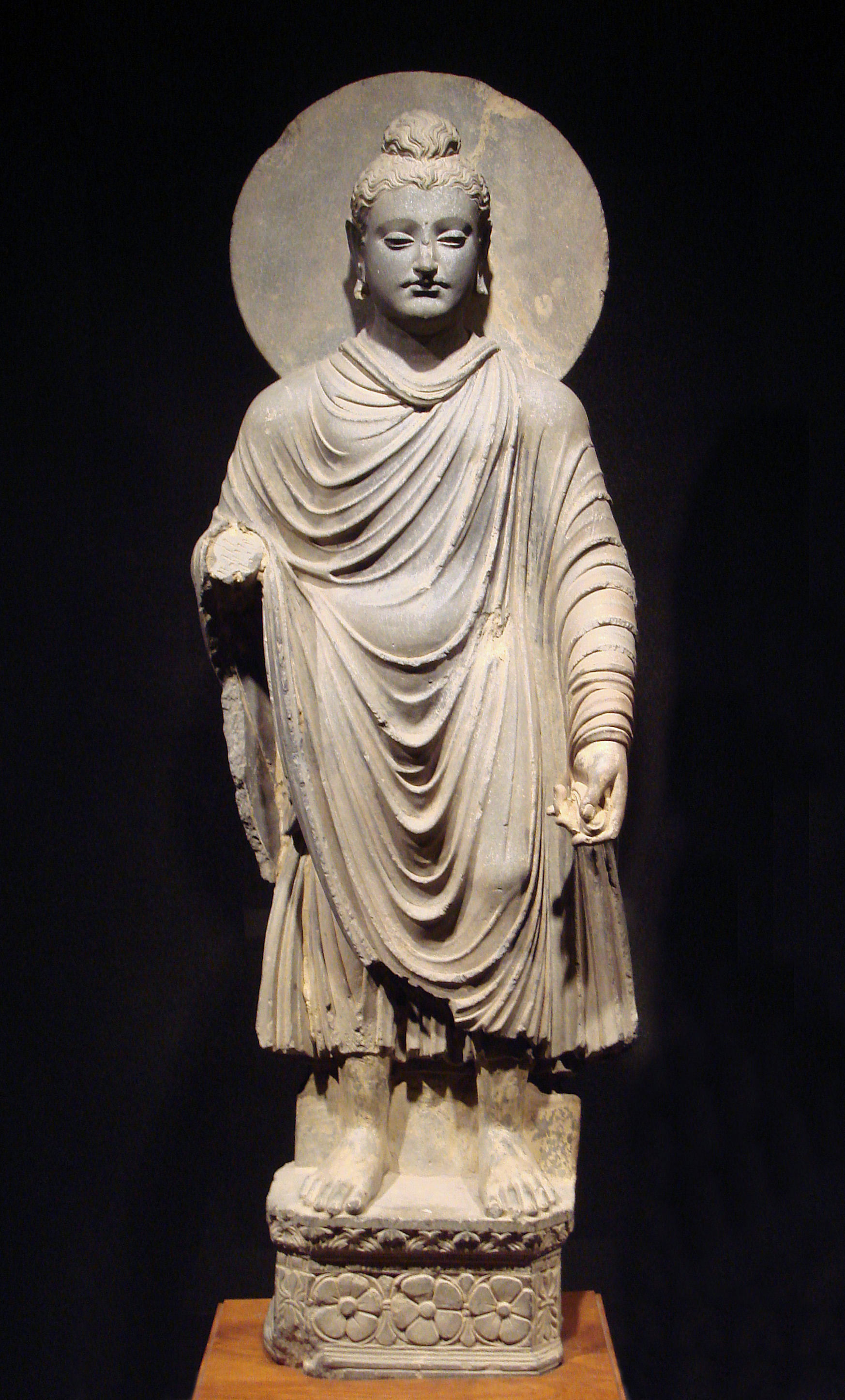
Gandhárai álló Buddha

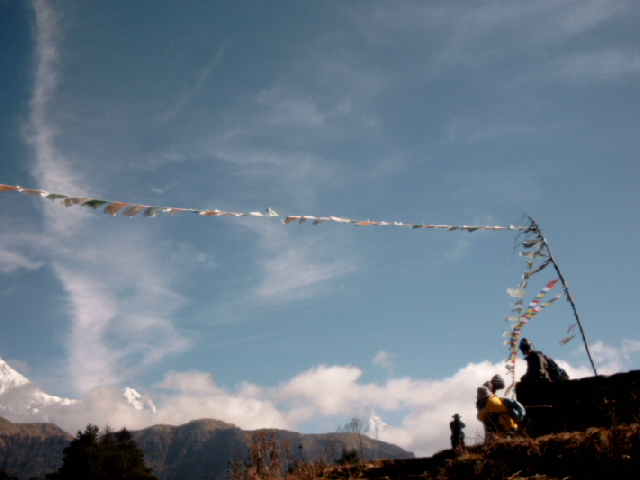
Buddhista imazászlók Nepálban.

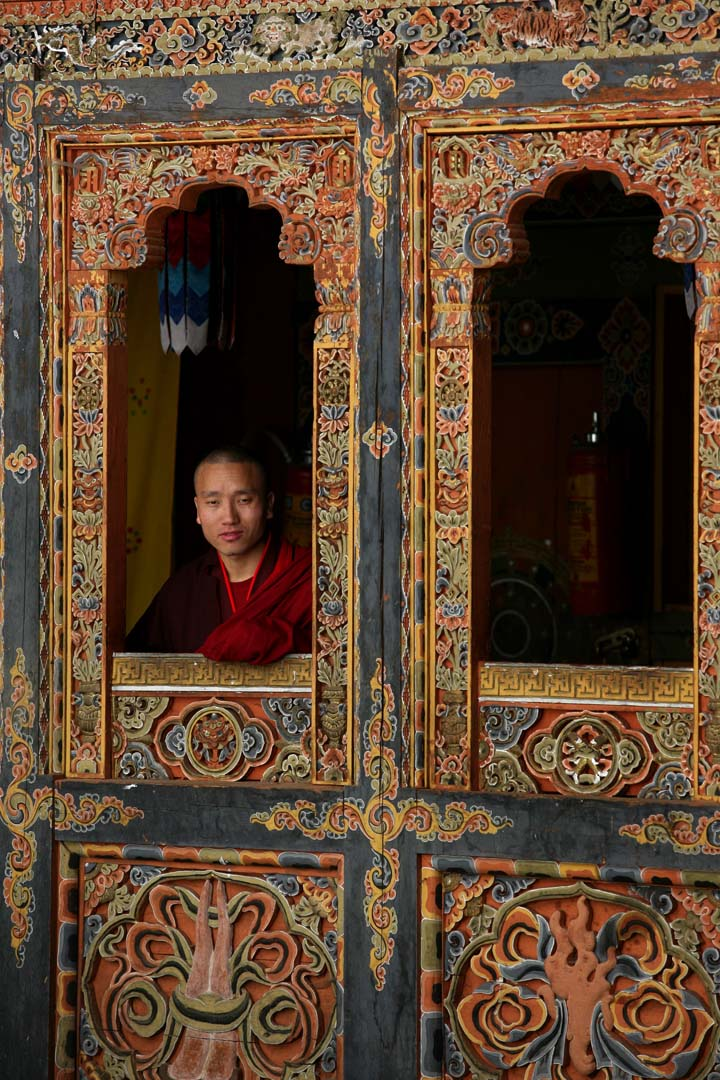
Egy kolostor ablakán kinéző bhutáni buddhista szerzetes.

Gautama Sziddhártha Lumbiniben született a Gangesz-síkság közepén, a mai Nepál területén, a védikus törzsfőnök Suddhódana fiaként.
Sok évi aszkézis és meditáció után Buddha felfedezte a szélsőségektől mentes középutat miközben a bódhifa alatt elérte a megvilágosodás szintjét. Az észak-indiai Váránaszi közelében található Szarvas-park medencéje mellett osztotta meg felismeréseit azzal az öt aszkétával, akikkel évekig gyakorolt korábban - ezt nevezik úgy, hogy először forgatta meg a dharma kerekét. Ők hatan jelentették az első Szangha megalakulását. Innentől kezdve létezik a három drágaság a buddhizmusban: Buddha (tanító), dharma (tanítás) és szangha (tanítványok közössége). Buddha hátralevő életében sokat utazott, főleg az Indo-Gangeszi-síkságon.
Buddha végül Kusínagar mellett távozott végleg (parinirvána). Buddha nem jelölt ki utódot, csak arra kérte követőit, hogy dolgozzanak a megszabadulásért. Tanításai csak orális formában léteztek. A szangha később több tanácskozást is tartott, hogy közösen megegyezzenek a buddhista tanok és gyakorlatok ügyében. A korai buddhista iskolák közé a Buddha halálát követő első néhány évszázadban végbemenő szakadások által létrejött különféle elő-szektariánus iskolákat szokták sorolni. A legelső szakadás a mahászánghika és a szthaviraváda iskolái között történt. Az i. e. 5-6. században a kereskedelem és a készpénz egyre fontosabbá vált. A kereskedőknek jobban tetszett a buddhista erkölcs, mint a hagyományos brahmin papok ezoterikus szertartásai, amelyek úgy tűnt, hogy az újonnan kialakuló társadalmi osztályokkal nem igazán törődött.
A Maurja Birodalom Asóka király idejében élte fénykorát, aki felesége hatására a kalingai háború után felvette a buddhizmust. Ez később hosszú stabilitást hozott a buddhista uralkodó birodalmában. Követeket küldött idegen országokba, hogy hirdessék a buddhista tanokat. Egy görög követ, Megasztenész leírta a maurja főváros gazdagságát. A birodalom méreteit jelzik a Száncsi, Szárnáth és Mathura közelében található sztúpák, oszlopok és kőmaradványok. Egy sor hadműveletet követően Asóka India legnagyobb része fölött uralkodhatott. Birodalma elért Dél-Ázsiától Afganisztánon és Perzsia egy részén át Bengálig, Asszámig és Maiszúrig. A kusán birodalom bukása után a 4-6. század között a Gupta dinasztia idején, Indiában virágzott a buddhizmus. Mahájána oktatási központokat hoztak létre, főleg az észak-indiai Nálandában, ahol az egyik intézmény évszázadokon keresztül a legjelentősebb buddhista egyetemnek számított olyan neves tanítókkal, mint Nágárdzsuna. A Gupta stílus buddhista művészetre gyakorolt hatása a hittel együtt tovább terjedt Délkelet-Ázsiából Kínába. Hszüan-cang kínai szerzetes, az utazásai során feljegyezte, hogy a 7. században a buddhizmus népszerű volt Andhra, Vidzsajouada és Dravida területeken, amely hozzávetőlegesen a mai Ándhra Prades és Tamilnádu államoknak felel meg.
1193-ban mérföldkövet jelentett az indiai buddhizmus hanyatlásában, hogy török-iszlám fosztogatók porig égették Nálandát. A 12. század végére a buddhizmus visszahúzódott a Himalája lába felé északra vagy délen Srí Lankára. Ennek oka az volt, hogy a legfőbb bihari buddhista központokban az iszlám vallás nyomult be és ezzel egyidejűleg megszűnt a politikai támogatottság is valamint erős kaszt nyomás volt tapasztalható. Továbbá, nem kedvezett a buddhizmus számára az újraéledő Hinduizmus.

## Gandhára
Gandhára ősi királyság volt a mai modern Észak-Pakisztán és Északkelet-Afganisztán területein. Legfontosabb városai Purusapura (mai Pesavar) és Taksasila (mai Takszila) voltak. Gardez és Dzsalálábád szintén Gandhárához tartoztak. A Gandhárai királyság a védikus kor (i.e. 1500-500 körül) óta létezett. Az ókorban kereskedelmi és kulturális találkozási pont volt India, Közép-Ázsia és a Közel-Kelet között. Az i.e. 6-5. században az Akhaimenida birodalomhoz (Óperzsa Birodalom) tartozott, majd a 4. században Nagy Sándor hódította meg. A hindu és a gréko-buddhista kultúra központjaként az 1. és az 5. század között élte fénykorát a  kusán királyok idején. A buddhizmus innen terjedt tovább Közép-Ázsiába és a mai Afganisztán területére. Az i.e. 1. századtól az i.sz. 6. századig virágzott a gandhárai művészet, amely indiai buddhista és görög-római elemeket ötvözött. A következő évszázadokban Gandhárában egymás után uralkodtak az indo-görögök, sakák, pártusok, kusánok.

## Srí Lanka
A hagyományos srí lankai krónikák szerint (mint például a Dípavamsza) a buddhista tanításokat az i.e. 3. században hozta be Srí Lankára Mahinda, Asóka király fia, a Srí Lanka-i Anuradhapurai Devanampija Tissza uralkodása idején. A szigetország királyainak történelmét leíró Mahávamsza (29. fejezet) krónikából ismert, hogy I. Menandrosz görög-baktriai király uralkodása alatt (i.e. 165 - i.e. 135) egy befolyásos buddhista szerzetes, Mahádharmarakszita (szó szerint: 'nagy tanító/a dharma őrzője') vezetésével 30 000 buddhista szerzetes érkezett "a görög Alexandriából" (kaukázusi Alexandria, a mai Afganisztán fővárosától, Kabultól 150 km-re északra) Srí Lankára, hogy felszentelje az anuradhapurai nagy sztúpát. Ez is jelzi, hogy a gréko-buddhizmus hozzájárult a Srí Lanka-i buddhizmushoz (lásd még: Milinda-panyha.)
Srí Lankáé a legrégebbi folyamatos buddhista történelem az összes buddhista nemzet közül, amelynek a szangha hagyományvonala szinte teljesen törés mentesen maradt fent egészen az i.e. 3. század óta. Hanyatlásnak indult időszakokban a Srí Lanka-i rendi vonalat mianmari és thaiföldi kapcsolatok segítségével élesztették újra. A 16. századtól kezdve próbálták megtéríteni a helyi lakosokat a keresztény hittérítők valamint a portugál, holland és angol gyarmatosítók egyaránt. A 18. századi európai beszámolók a Srí Lanka-i szerzeteseket úgy jellemzik, hogy azok mantrákat szavalnak és málá imafüzért morzsolgatnak imádkozás közben, épp ahogy a mahájána buddhizmusban.
Mahinda érkezése után néhány évvel, Szangamittá apáca (bhikkhuni) is ellátogatott Srí Lankára, aki Asóka király lánya volt. Ő alapította a szigeten az első apácarendi vonalat, amely azonban kihalt a 11. században.
1996-ban 11 kiválasztott Srí Lanka-i apácát vett fel teljes tagú bhikkhuniként egy csoport théraváda szerzetes egyidejűleg egy indiai kolostorral, ahol egy csoport koreai apácát vettek jel a rendbe. Nincs egyetértés a théraváda vinaja értelmezésében, hogy ezek a rendfelvételek érvényesnek tekinthetők-e. Az elmúlt években a sziámi szerzetesrend több száz apácát vett fel a rendjébe.

## Nepál
Nepálban az emberek többsége hindu vallásúnak vallja magát, azonban az országban olyan erős a buddhizmus hatása a kultúrára, hogy a buddhisták és a hinduk gyakran osztoznak templomaikon és szent helyeiken. Olyan természetes módon léteznek egymás mellett, hogy – más országokkal ellentétben – a két világvallás között nem is mindig világos a különbség. Amsuvarman király idején a nepáli Bhrikuti hercegnő jelentős szerepet játszott a buddhizmus tibeti és távol-keleti terjesztésében és népszerűsítésében. A nepáli művészek a tibeti buddhista építészetet már régóta a középkori, nepáli Araniko hatásának tulajdonítják. A mahájána buddhista irányzat szent szövegeit főleg randzsana írással (a nevarok írása), vagy az ebből származó lanca írással készítették.
A hagyományos nepáli buddhizmusban kilenc szövegnek tulajdonítanak különleges jelentőséget. Ezeket úgy nevezik, hogy a „kilenc dharma-ékszer” (Navagrantha). A tibeti-burmai törzsek körében a tibeti buddhizmust gyakorolják a legtöbben. A nevar népcsoport gyakorlata a vadzsrajána és a théraváda buddhizmus nevar változata. Sok buddhista csoportra szintén hatással volt a hinduizmus. Uralkodó vallásnak számít a buddhizmus a ritkán lakott északi területeken, ahol főleg tibeti származású emberek élnek, főleg serpák, lopák, manangik, thakalik, lhomik, dolpák és nyimbák. Ez az ország lakosságának nagyon kis részét jelenti.
A Nepál középső részén élő kisebbségi csoportok - gurungok, lepcsák, tamangok, magarok, nevarok, jakkhák, thamik, cshantjalok és csepangok szintén a buddhizmust gyakorolják. Ezek létszáma jóval nagyobb, mint az északi embereké. Ezekre az emberekre hatással volt a hinduizmus, olyannyira, hogy legtöbben át is tértek a hindu vallásra és lassan beépültek a kasztrendszerbe is. A kirant törzs, főleg a limbu és a rai emberek átvették a tibeti buddhista gyakorlatokat a szomszéd országukból. A kirátának számító dzsirel emberek is a tibeti buddhizmust követik.

## Bhután
Bhután államvallása a vadzsrajána buddhizmus. Annak ellenére, hogy a buddhizmus, amelyet a bhutániak többsége gyakorol a tibeti buddhizmusból ered, mégis jelentősen különböznek tőle a szertartások és más a buddhista egyház szervezete is. Az államvallást a kormányzat régóta támogatja pénzügyileg. A buddhista kolostorok, a szerzetesek, az apácák és a szenthelyek is éves segélyt kapnak. A 20. századi Vangcsuk-házba tartozó Dzsigme Dordzsi Vangcsuk kormányzása alatt olyannyira támogatta az állam az államvallást, hogy készítettek tízezer aranyozott Buddha-szobrot, elegáns külsővel megjelentették a 108 kötetes Kandzsúrt (Buddha szavainak gyűjteményét), a 225 kötetes Tandzsúrt (szövegmagyarázatok), valamint országszerte számos sztúpát (csorten). A társadalom jelentős részét teszik ki a buddhisták, akiknek garantált képviseletük van a Nemzeti Gyűlésben és a Királyi Tanácstestületben.